# Grete Jalk
Grete Juel Jalk (* 18. Juni 1920 in Kopenhagen; † 14. Januar 2006 in Skodborg) war eine dänische Möbeldesignerin, Autorin und Mitherausgeberin der dänischen Zeitschrift Mobilia.

## Leben

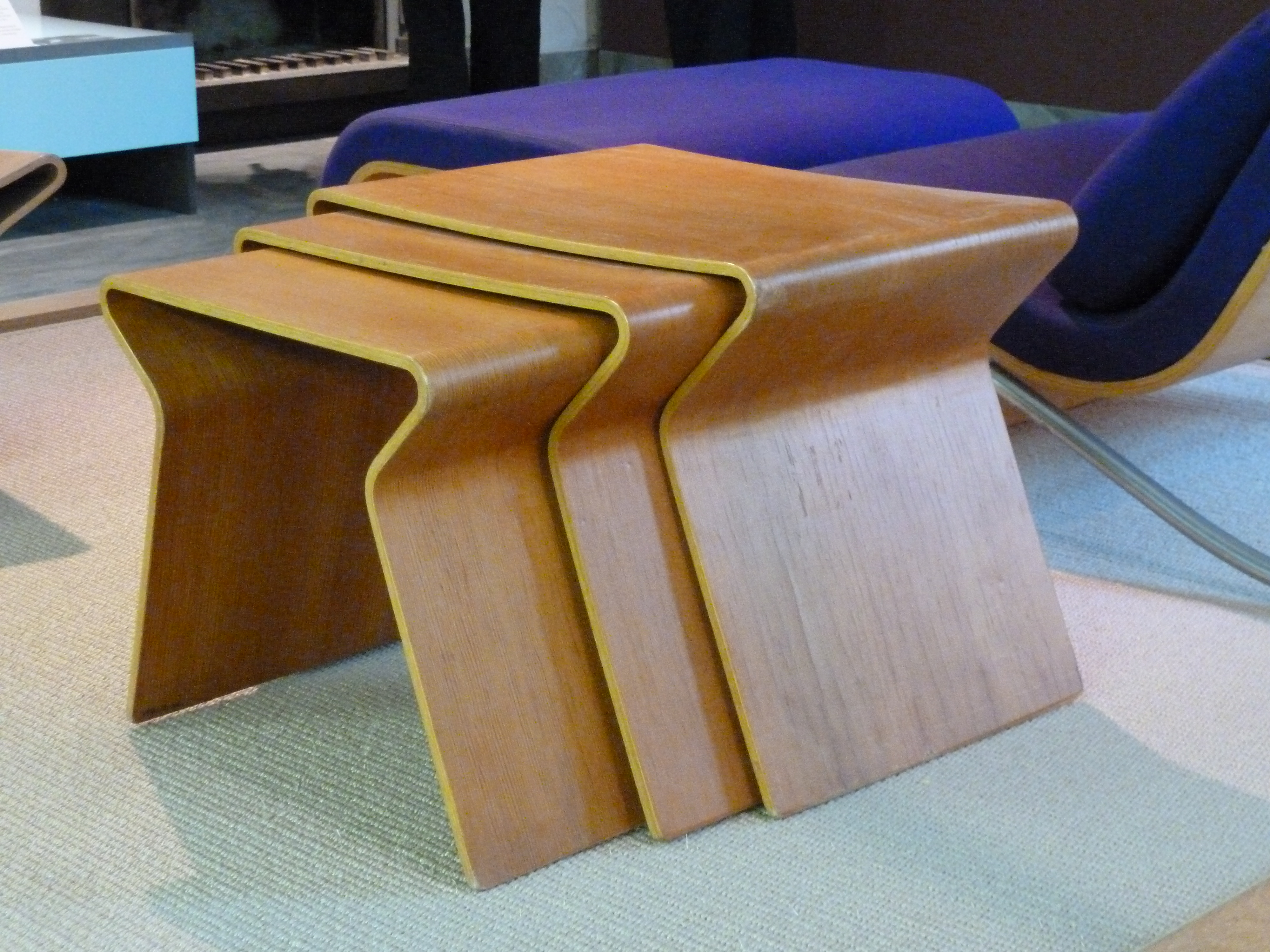
Platzsparende ineinanderschiebbare Beistelltische von 1963
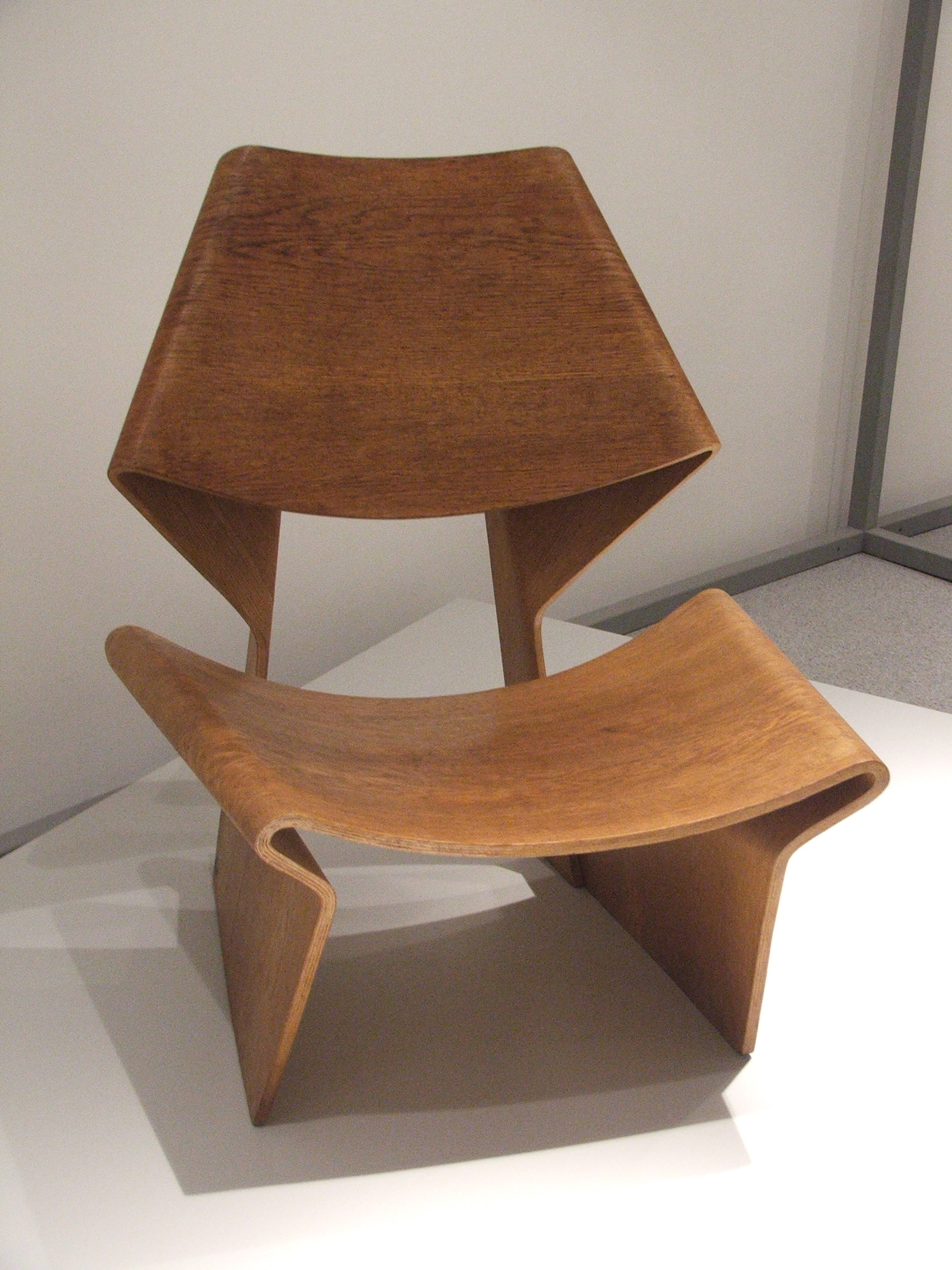
GJ chair in der Münchner Pinakothek der Moderne

Grete Jalk war die Tochter des Lehrers Axel Julius Jalk (1891–1945) und Ingrid Karla Tuxen Hansen (1886–1985).
Nach dem Erreichen der Hochschulreife schrieb sie sich erst an der Universität Kopenhagen für ein Philosophie- und Jurastudium ein, das sie jedoch abbrach und stattdessen für ein Jahr die Tegne- og Kunstindustriskolen for Kvinder (deutsch Kunstgewerbeschule für Frauen) besuchte. Danach machte Jalk von 1940 bis 1943 eine Lehre bei der Tischlerin Karen Margrethe Conradsen. Hierauf besuchte sie bis 1946 die dänische Designschule Danmarks Designskole. Weiteren Unterricht erhielt sie bei Kaare Klint an der Abteilung für „Möbelkunst und Raumausstattung“ der Königlich Dänischen Kunstakademie.
Jalk gewann 1946 den ersten Preis in dem jährlichen Wettbewerb der Kopenhagener Tischlerinnung. 1947 entwarf Jalk eine Reihe von Möbelstücken für das self supporting woman’s den, die „Junggesellinenbude“ der sich selbst versorgenden, unabhängigen modernen Frau, mit einem Sofabett, an der Wand befestigtem Stauraum sowie einem Schreibtisch, deren Kombination als Schlaf- und Arbeitszimmer für berufstätige Frauen konzipiert war.
Jalk nahm an den jährlichen Wettbewerben des Designmuseum Danmark und der Möbelabteilung der Kopenhagener Designschule teil, wo sie auch von 1950 bis 1960 lehrte. 1953 eröffnete Jalk ihr eigenes Designstudio. Inspiriert von den laminierten und gebogenen Sperrholzmodellen Alvar Aaltos  und Charles Eames’ entwarf sie ihre eigenen geschwungenen Möbelstücke. Obwohl diese für Ausstellungen und Sammlungen gefragt waren, entwickelte sich das allgemeine Interesse an ihren unkonventionellen Modellen nur langsam.
1963 rief die englische Zeitung Daily Mirror zu einem Wettbewerb auf für den Entwurf eines Sitzmöbels für Männer und eines für Frauen. Jalk erhielt hier erste internationale Anerkennung, als sie mit ihrem an Origami erinnernden He-chair und She-chair aus Formsperrholz beide Preise gewann. Der Möbelfabrikant Poul Jeppesen hatte hiervon einige Prototypen angefertigt, jedoch musste das Projekt beendet werden, als diese in einem Feuer verloren gingen. Das Museum of Modern Art in New York erwarb noch im selben Jahr den She Chair aus dem Wettbewerb für seine Sammlung.
Neben diesen experimentellen Arbeiten formgestaltete Jalk viele einfache Möbel für verschiedene Hersteller, darunter ein Stehpult und einen Hocker, eine Reihe von Regalen aus Oregon-Kiefer und eine Reihe von Stühlen mit gepolsterten Sitzen und Rückenlehnen auf einem gebogenen Stahlgestell. Ihre industriell gefertigten Möbel hatten angenehm klare Linien. Die Stücke eigneten sich besonders für schnelle unkomplizierte Produktionsabläufe, zudem machte sie sparsamer Materialeinsatz erschwinglich. Einige ihrer Produktlinien wurden von Manufakturen in den Vereinigten Staaten und in Finnland hergestellt.
Für den modernen Haushalt des Mid-century modern entwarf sie 1961 ein Wandsystem, 1962 ein Wohnzimmer mit Couchtisch sowie 1963 das Phonomöbel Watch and Listen. Mit Poul Jeppesen setzte sie zahlreiche Möbeldesigns um, darunter Sperrholzmöbel wie ein Beistellstuhl von 1962. Für den Möbelhersteller  Fritz Hansen entwarf sie 1964 unter anderem den Stahlrohrsessel Easy Chair. Sie formgestaltete zudem Tapeten und Stoffmuster (beispielsweise für Unika Væv) sowie Silberwaren für die Firma Georg Jensen.
Internationale Ausstellungen, auf denen Jalk ihre Arbeiten präsentierte, waren unter anderem Triennale di Milano (Mailand 1951); Vijftig jaar zitten (Stedelijk Museum, Amsterdam 1966); Two centuries of Danish Design (London 1968); Frauen im Design (Design Center Stuttgart 1989 und Berlin 1990) sowie Plywood: Material, Process, Form (2011–2013) und Designing Modern Women 1890–1990 (2013–2014), beide im Museum of Modern Art, New York.
Jalk war von 1956 bis 1962 mit Gunnar Bratvold und nach dessen Tod erneut von 1968 bis 1974 Mitherausgeberin der Designzeitschrift Mobilia. Sie widmete sich zehn Jahre lang der Erstellung einer umfassenden, vierbändigen Publikation mit dem Titel Dansk møbelkunst gennem 40 år. Københavns Snedkerlaugs møbeludstillinger (40 Jahre dänisches Möbeldesign. Möbelausstellungen der Kopenhagener Tischlerinnung), die 1987 erschien. In den 1970er Jahren arbeitete sie für das dänische Außenministerium, für das sie eine Wanderausstellung zum Thema Dänisches Design zusammenstellte. Von 1981 bis 1983 gehörte sie dem Vorstand des Dansk Designråd (Dänischer Rat für Formgebung) und 1977 sowie von 1979 bis 1987 dessen Jury für den Preis ID-prise an. 1990 erhielt sie den Preis des Statens Kunstfonds (Staatlicher Kunstfonds).
Nach Jalks Tod 2006 schuf die Kopenhagener Königliche Akademie der Schönen Künste (dänisch Det Kongelige Akademi for de Skønne Kunster) das Grete-Jalk-Legatet, ein Stipendium für vielversprechende Studenten des Möbeldesigns.

## Möbeldesign (Auswahl)
- 1961 Drehhocker, Hersteller Nils Roth Andersen[12]
- 1961 Stehpult, Hersteller Nils Roth Andersen[12]